# Cystoagaricus trisulphuratus
Cystoagaricus trisulphuratus är en svampart som först beskrevs av Miles Joseph Berkeley, och fick sitt nu gällande namn av Rolf Singer 1947. Cystoagaricus trisulphuratus ingår i släktet Cystoagaricus och familjen Psathyrellaceae.   Inga underarter finns listade i Catalogue of Life.